# Donești
Donești – wieś w Rumunii, w okręgu Aluta, w gminie Vitomirești. W 2011 roku liczyła 245 mieszkańców. 